# Taiwanees korfbalteam
Het Taiwanese korfbalteam is een team van korfballers dat Taiwan vertegenwoordigt in internationale wedstrijden. Om politieke redenen komen ze uit onder de naam Chinees Taipei. In 2023 schreef het nationale team korfbalgeschiedenis door het eerste non-Europese land te worden dat in de finale van een Wereldkampioenschap korfbal uit kwam. Zij wonnen het zilver.

## Resultaten op de wereldkampioenschappen
| Wereldkampioenschap korfbal |               |             |               |
| Jaar                        | Kampioenschap | Gastheer    | Klassering    |
| 1978                        | 1e WK         | Nederland   | Geen deelname |
| 1984                        | 2e WK         | België      | Geen deelname |
| 1987                        | 3e WK         | Nederland   | 4e plaats     |
| 1991                        | 4e WK         | België      | Brons         |
| 1995                        | 5e WK         | India       | 5e plaats     |
| 1999                        | 6e WK         | Australië   | 6e plaats     |
| 2003                        | 7e WK         | Nederland   | 4e plaats     |
| 2007                        | 8e WK         | Tsjechië    | 5e plaats     |
| 2011                        | 9e WK         | China       | Brons         |
| 2015                        | 10e WK        | België      | Brons         |
| 2019                        | 11e WK        | Zuid-Afrika | Brons         |
| 2023                        | 12e WK        | Taiwan      | Zilver        |

## Resultaten op de Wereldspelen
| Wereldspelen |                  |                       |               |
| Jaar         | Kampioenschap    | Gastland              | Klassering    |
| 1985         | 2e Wereldspelen  | Karlsruhe (Duitsland) | geen deelname |
| 1989         | 3e Wereldspelen  | Karlsruhe (Duitsland) | 4e plaats     |
| 1993         | 4e Wereldspelen  | Den Haag (Nederland)  | 4e plaats     |
| 1997         | 5e Wereldspelen  | Lahti (Finland)       | Brons         |
| 2001         | 6e Wereldspelen  | Akita (Japan)         | Brons         |
| 2005         | 7e Wereldspelen  | Duisburg (Duitsland)  | 5e plaats     |
| 2009         | 8e Wereldspelen  | Kaohsiung (Taiwan)    | Brons         |
| 2013         | 9e Wereldspelen  | Cali (Colombia)       | Brons         |
| 2017         | 10e Wereldspelen | Wroclaw (Polen)       | Zilver        |
| 2022         | 11e Wereldspelen | Birmingham (Amerika)  | Brons         |
| 2025         | 12e Wereldspelen | Chengdu (China)       | Brons         |

## Resultaten op de Aziatisch-Oceanische kampioenschappen
| Aziatisch-Oceanisch kampioenschap korfbal |               |               |            |
| Jaar                                      | Kampioenschap | Gastland      | Klassering |
| 1990                                      | 1e AOKK       | Indonesië     | Goud       |
| 1992                                      | 2e AOKK       | India         | Goud       |
| 1994                                      | 3e AOKK       | Australië     | Goud       |
| 1998                                      | 4e AOKK       | Zuid-Afrika   | Goud       |
| 2002                                      | 5e AOKK       | India         | Goud       |
| 2004                                      | 6e AOKK       | Nieuw-Zeeland | Zilver     |
| 2006                                      | 7e AOKK       | Hongkong      | Goud       |
| 2010                                      | 8e AOKK       | China         | Goud       |
| 2014                                      | 9e AOKK       | Hongkong      | Goud       |
| 2018                                      | 10e AOKK      | Japan         | Goud       |
| 2022                                      | 11e AOKK      | Thailand      | Goud       |

## Huidige samenstelling
De samenstelling van het Taiwanees korfbalteam' (laatste update: 08-11-2023)
Staf
- Hoofdcoach: Fang-Yi Hsieh

Dames
- Ya-Wen Lin
- Ya-Hui Cho
- Shu-Ping Chu
- Cin Chen
- Kai-Yeh Lo
- Shu-Chi Chang

Heren
- Tzu-Chin Fang
- Chen-Yu Kao
- Han-Sheng Chiu
- Tsung-Yu Tsai
- Wei-Jhe Tai
- Chun-Ta Chen

## Voormalige spelers
- Chun-Hsien Wu "Ricky Wu"